# Стая

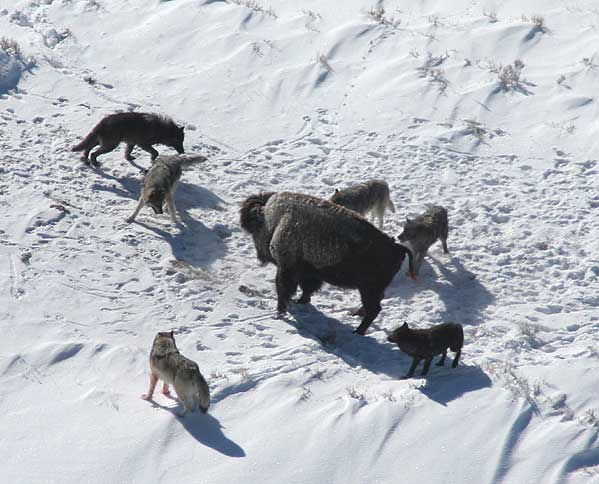
Стая волков, атакующая бизона

Стая — совокупность живых существ, демонстрирующих координированное поведение.
Стая обычно состоит из особей одного вида, находящихся во взаимном контакте и сходном биологическом состоянии, активно поддерживающих взаимный контакт и координирующих свои действия, что проявляется, прежде всего, в ходе коллективных перемещений и поиска пищи. В стаю могут входить особи как одного, так и различных биологических видов. В стаю, как правило, входят особи разного возраста и пола.
Особенности коллективного поведения живых существ активно изучаются, в частности, в связи с отработкой алгоритмов коллективного, «стайного» поведения автономных робототехнических систем, например, НАТО (англ.: swarm of UAV, swarm of Unmanned Aerial Vehicles).
Потребность в охоте на крупного зверя выступает у волков в качестве основы для возникновения стай.